# Phil Traill
Pour les articles homonymes, voir Traill.
Phil Traill est un réalisateur américain, né le 6 juin 1973 dans le New Jersey. Il a réalisé All About Steve avec Sandra Bullock et Bradley Cooper. Il est également le réalisateur de Chalet Girl avec Sophia Bush, Ed Westwick et Bill Nighy.
En 2018, il quitte la société de production UTA et rejoint Verve.

## Filmographie partielle
Réalisateur au cinéma
- 2009 : All About Steve
- 2010 : Chalet Girl

Réalisateur à la télévision
- 2009 : Cougar Town  saison 1 épisode 8 : (Two Gunslingers - l'Anniversaire)
- 2011 : Raising Hope - 2 épisodes : (A Germ of a Story - C'est du propre !) saison 1 épisode 13  et The Cultish Personality - Cinq à secte)  saison 1 épisode 16
- 2012 : Raising Hope - 1 épisode : (Sheer Madness - Des araignées au plafond) saison 1 épisode 15
- 2012 : Suburgatory - 1 épisode : (The Body - Le meilleur du meilleur) saison 1 épisode 14
- 2013 : Suburgatory 3 épisodes : (Friendship Fish )  saison 1 épisode 6  - T-Ball and Sympathy) saison 1 épisode 14 et Brown Trembler)  saison 1 épisode 18
- 2012 - 2013 : The Middle 8 épisodes au total : saison 3 et saison 4